# Огинская, Эльжбета Магдалена
Эльжбета (Елизавета) Магдалена Огинская (в первом браке — Гелгуд, во втором — Пузына; ум. 1767, Лучай) — общественная деятельница Великого княжества Литовского, известная меценатка и покровительница наук.

## Семья
Представительница известного княжеского рода Огинских, дочь гетмана великого литовского, князя Григория Антония Огинского (1654—1709) и Теофилии Чарторыйской (ум. после 1711).
Братья и сёстры:
- Аниела Огинская, жена стольника браславского Феликса Париса
- Ефросинья Огинская (ум. ок. 1765), жена с 1726 года старосты вилейского и пинского Петра Паца (ум. 1756)
- Ян Огинский (ум. 1710), кухмистр великий литовский и староста мстибовский
- Казимир Марциан Огинский (ум. 1727), подстолий великий литовский, староста мстибовский

Мужья:
- 1-й муж Казимир Гелгуд (ум. до 1722)
- 2-й муж князь Антоний Михаил Пузына (ум. 1752)

## Благотворительность
Эльжбета Магдалена была весьма образованной женщиной и являлась попечительницей наук. В её Лучайском имении проводились астрономические наблюдения для определения географического положения.
В 1755 году Эльжбета Пузына подарила своё имение Лучай родному троюродному брату Тадеушу Огинскому. В том же году Эльжбета Огинская пожертвовала значительную сумму для создания астрономического кабинета при Виленской иезуитской академии. В последующем кабинет превратился в настоящую обсерваторию, деятельность которой графиня поддерживала материально.
С 1766 года она ежегодно перечисляла проценты в размере 6000 злотых со своих сбережений на нужды академии. Помимо того, она пожертвовала 3000 злотых наличными. Для этих целей она продала свои имения в Сандомирском воеводстве. Денежные средства были использованы для закупки астрономических приборов в Англии.
В 1766 году Эльжбета Пузына передала в Лучае дом для миссии иезуитов, действовавшей при Лучайском костёле. Также графиня передала иезуитской миссии 160 000 злотых и выделила два земельных участка для строительства нового дома и костёла святого Фаддея. Генерал Ордена иезуитов Лоренцо Риччи приказал всем своим монахам воспевать в специальных молитвах щедрость попечительницы.
Жизненный путь Эльжбеты Магдалены завершился в Лучайском имении. Похоронена в Вильне.

## Образ в литературе
Образ графини был увековечен в поэме Адама Мицкевича «Пан Тадеуш», в которой один из героев пан Подкоморий рассказывал про богатую и щедрую патриотку Пузыну, на средства которой был приобретен телескоп и за счёт крестьянских податей поддерживался «храм науки» (Виленская обсерватория).

## Портреты
В Виленской обсерватории хранились два портрета Эльжбеты Пузыны — в молодом и пожилом возрасте (кисти виленского художника второй половины XVIII века Игнатия Эггенфельдера). Над главным входом обсерватории располагался барельеф с её профилем и монограммой.
В отделе гравюр Музея древностей в Вильне находился ещё один портрет Э. Пузыны с латинской надписью, в которой ей высказывалась благодарность иезуитской академии.
В Лучайском костёле до середины 70-х годов ХХ столетия находились портреты Эльжбеты и Антония Пузыней. Предположительно, портреты были написаны на холсте в 1746—1752 годах.
На обоих портретах в левом верхнем углу изображён родовой герб: на фоне горностаевой мантии под княжеской короной итальянский (овальный) щит, горизонтально разделённый на две части. В верхней части щита на красном фоне изображён Георгий Победоносец, который убивает копьём змея. В нижней части на синем фоне — изображение герба «Огинец», родового символа Огинских и Пузын.
Портрет Эльжбеты Огинской (Пузыны) отлично сохранился. Рукой талантливого художника был запечатлён образ аристократки в роскошном убранстве. Мастеру удалось изобразить черты властного женского лица с сжатыми тонкими губами. Под гербом в три ряда было написано по-польскому: «Elżbieta z Xiążat Ogińskich Xiężna Puzynina Kasztelanowa Mścisławska» (Княжна Эльжбета Огинская княгиня Пузына каштелянка Мстиславская).
На втором портрете, который сохранился гораздо хуже, был изображён пожилой лысый мужчина в рыцарских доспехах. Портрет был подписан следующим образом: «Antoni z Kozielska Xiąże Puzyna Kasztelan Mścisławski» (Антоний из Козельска князь Пузына каштелян Мстиславский).
В 1992 году портреты были отреставрированы и переданы в Витебский музей современного искусства.